# Каган, Дональд
Дональд Каган (англ. Donald (Don) Kagan; 1 мая 1932, Куршенай, Литва — 6 августа 2021, Вашингтон) — американский историк-антиковед, военный историк, специалист по Древней Греции. PhD (1958), стерлингский профессор-эмерит Йеля, где трудился с 1969 года, был одним из самых известных его историков (назывался даже его "иконой"), считался даже одним из ведущих историков страны. Известен своей четырёхтомной историей Пелопоннесской войны (выходила в 1969–1987 гг.).
Национальная медаль за достижения в области гуманитарных наук (2002), чтец Джефферсонской лекции (2005).
Указывался "архитектором неоконсервативной внешней политики".

## Биография
Родился в еврейской семье; рано потерял отца Шмуэля. В двухлетнем возрасте с овдовевшей матерью и старшей сестрой попал в Нью-Йорк, где уже проживала часть семьи матери; вырос в Браунсвилле (Бруклин). С детства интересовался историей (позже будет вспоминать, что «никогда не отказывался» от своей первоначальной любви к современной европейской истории, но «отставит её в сторону» — его начальным серьёзным профессиональным интересом станут греки, а затем за ними римляне), а также был и останется большим поклонником спорта (непосредственно занимающимся). В Thomas Jefferson High School (Brooklyn) он стал «старомодным рузвельтовским либералом Нового курса». Однако его ранний уличный опыт, когда ему пришлось противостоять обидчикам-антисемитам, и Вторая мировая война умерили его убеждения. «Увидев, что сделали Гитлер и нацисты, я понял, что в мире существует настоящее зло, — заметит однажды он, — и после этого я не мог серьёзно относиться к пацифистам».
Окончил Бруклинский колледж (бакалавр истории, 1954), затем получил степень магистра классики в Брауновском университете (1955) и степень доктора философии (PhD) в истории Университета штата Огайо в 1958 году.
Преподавал на историческом факультете Корнеллского университета в 1960—1969 годах. Тогда ещё он оставался либералом; однажды ему даже довелось выступать от имени левых в дебатах с Уильямом Ф. Бакли-младшим по поводу государства всеобщего благосостояния.
Покинет Корнелл после студенческих беспорядков; впоследствии вспоминал, что это стало моментом его личного поворота к политическому консерватизму. Как описывается в WSJ: «Вооруженные чернокожие студенты заняли здание университета в 1969 году. Администрация уступила их требованиям» (Каган сравнит это решение с умиротворением нацистов премьер-министром Великобритании Невиллом Чемберленом в 1930-х годах); Каган «присоединился к Аллану Блуму и другим коллегам в знак протеста. Осенью того же года он переехал в Йель».
В последнем, помимо преподавания, работал и на административных должностях, в частности дважды заведующим кафедрой классики (1972—1975), мастером Timothy Dwight College (1976—1978), а также деканом Йельского колледжа в 1989—1992 годах (хотя избрался на пятилетний срок, ушел в знак протеста против плана тогдашнего президента Бенно Шмидта по реструктуризации факультета). С 2002 года — стерлингский профессор классики и истории. C 2013 года в отставке. На ужине в честь оной выступит Генри Киссинджер.
В 1995 году Йельский университет решил вернуть подарок в размере 20 миллионов долларов (крупнейшая сумма из когда-либо возвращенных донору высшим учебным заведением), сделанный университету в 1991 году Ли Бассом для создания междисциплинарной программы изучения западной цивилизации. Совершить подарок на это Басса подтолкнула речь Кагана перед первокурсниками годом ранее, в которой тот как декан призвал поставить западную цивилизацию «в центр наших исследований». Но в начале 1990-х годов бушевала «культурная война», и после ухода Шмидта и Кагана из администрации у программы Басса больше не осталось сильного защитника. Университет обвинили в попытке использовать дар не по назначению, в марте 1995 года Ли Басс попросил и позже получил свои деньги обратно.
Д. Каган отмечен DeVane Medal (1975) и Byrnes/Sewall Teaching Prize (1998).
Избирался как чтец Джефферсонской лекции в 2005 году. Им была прочтена лекция «В защиту истории», о том, что история имеет первостепенное значение в области обществоведения.
Получил почётные степени доктора гуманитарных наук в Университете Нью-Хейвена (1988) и Университете Адельфи (1990).
Пол Кеннеди отмечал, что Каган не переносил Трампа (он также не любил Ричарда Никсона, зато являлся поклонником Рейгана, а также Отто фон Бисмарка). В New York Times отмечалось, что он называл себя «демократом Гарри Трумэна», но к концу 1960-х пришел к выводу, что Демократическая партия и большая часть академического мира слишком сильно сместились влево. Пол Кеннеди характеризовал Кагана как «неортодоксального консерватора» и высказывался: «Поскребите Дона, и вы найдете сочетание Уинстона Черчилля и Джона Уэйна». Также являлся почитателем Ниро Вульфа («я много читал детективы, пока не наткнулся на Ниро Вулфа. Он был настолько лучше всех остальных, что я потерял интерес ко всем остальным»).
Отец историков Роберта и Фредерика Каганов (через которых он оказывал свое основное влияние на политику; оба сына сыграли важную роль во внешнеполитических мышлении и стратегиях в годы после террористических атак 11 сентября 2001 года), остались также двое внуков. Овдовел в 2017 году, был женат с 1954 года.

## Труды
Автор 11 книг
- The Great Dialogue: A History of Greek Political Thought from Homer to Polybius (1965 и 1986)
- The Outbreak of the Peloponnesian War (1969)
- The Archidamian War (1974)
- The Peace of Nicias and the Sicilian Expedition (1981)
- The Fall of the Athenian Empire (Cornell University Press, 1987)[22] {Рец. Эдварда Люттвака, , , Oswyn Murray[К 2]}
- Pericles and the Birth of the Athenian Empire (1990)
- On the Origins of War and the Preservation of Peace (1995)
- While America Sleeps (2000)
- The Western Heritage (2000)
- The Heritage of World Civilizations (2000)
- The Peloponnesian War (2003)[К 3].

Редактор Decline and Fall of the Roman Empire: Why Did it Collapse (1962) {Рец.}. 2-е изд. вышло в 1978 под названием The end of the Roman Empire.